# Aeroportul Manjimup
Aeroportul Manjimup (IATA: MJP, ICAO: YMJM) este un aeroport din Australia de Vest, Australia.
Situat la o altitudine de 286 m, aeroportul dispune de o singură pistă. Este operat de Shire of Manjimup⁠(d).